# 象印
象印魔法瓶株式會社（日语：／），簡稱象印，是一家總部位於日本大阪府大阪市北區天滿的企業，主要生產及售賣保溫瓶及其他煮食用具，如電飯煲、電熱水壺、電熱燒烤盤等。公司口號為「日常生活發想」。

## 概要
象印創立者為市川金三郎及市川銀三郎兩兄弟，以製造魔法瓶（保溫瓶）為目的，在1918年於大阪創立「市川兄弟商會」（いちかわけいていしょうかい）。當初只是製造保溫瓶的內瓶，在1948年公司改組後正式開始製造及售賣保溫瓶。
現在除保溫瓶外，象印亦有製造電飯煲、電水煲、電熱燒烤板等煮食用具與空氣清新機，還有是商用版電飯煲及保溫瓶。其中，IH電飯煲及電水煲在日本的市場占有率為國內第一位。
象印使用「象」來當社名的原因是象在亞洲十分神性，並且雖然性格溫厚，但發怒起來連獅子也能打倒。另一方面，設立在大阪府門真市的另一競爭品牌Tiger魔法瓶，以亞洲的王者老虎作為商標，因為其意味是「虎」自古就為「象」的對頭。
同樣稱為象印的公司有象印Baby及象印chain block，不過與象印沒有任何資本及人物關係。

## 沿革
- 1918年，5月10日於大阪創立「市川兄弟商會」。
- 1948年，成立「株式會社協和製造所」。
- 1961年，公司名改為「象印魔法瓶株式會社」。
- 1964年，日本首先開發出自動製瓶機。保溫瓶的內瓶的量產化成功。
- 1968年，大阪工廠落成。
- 1970年，總公司大樓、滋賀工廠落成。保溫電鍋新上市。
- 1973年，氣壓式熱水瓶新上市。
- 1980年，電動熱水瓶的新上市。
- 1981年， 不鏽鋼真空雙層保溫瓶、不鏽鋼瓶上市。
- 1983年，微電腦電子鍋新上市。
- 1986年，大阪證券交易市場上市，於泰國成立UNION公司。
- 1987年，於美國成立美國象印公司。
- 1995年，於香港成立象印SIMATELEX、香港象印公司。
- 1998年，創社80週年.滋賀工廠通過ISO9000認證
- 1999年，大阪工廠、滋賀工廠通過ISO14000認證
- 2002年，於台灣成立台象(台灣象印)股份有公司。
- 2003年，於中國大陸成立上海象印家用電器有限公司。
- 2008年，創社90週年，於大阪設立真空博物館。
- 2018年，5月10日慶祝創業100週年，躍身為「百年企業」。
- 格兰仕方面自2018年起分阶段买入象印股票，目前持股13.5％[2]。

## 主要商品（臺灣）

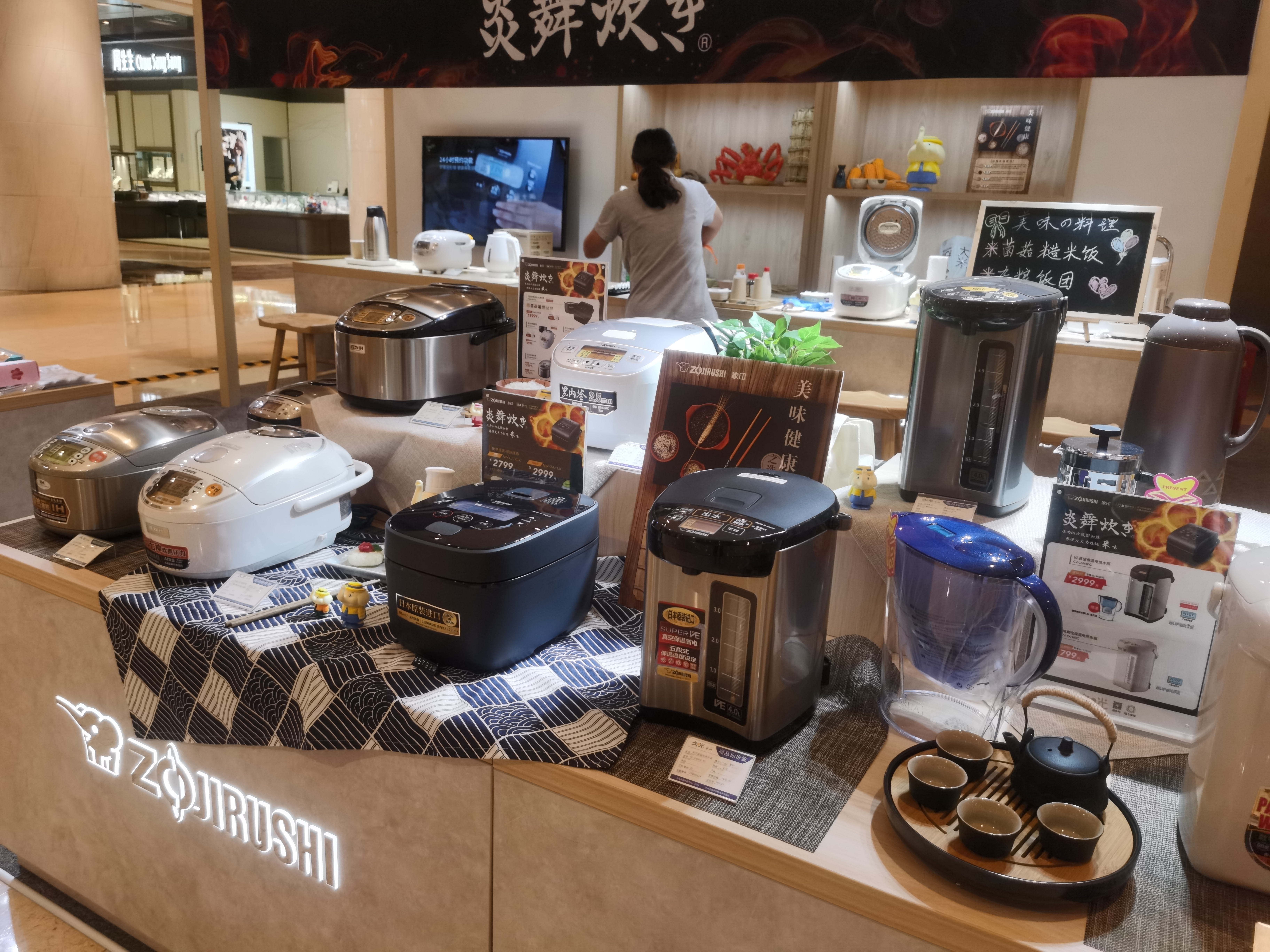
于商场展示的象印不同产品

- 電子鍋

IH電子鍋、微電腦電子鍋、機械式電子鍋
- 電動熱水瓶

VE電熱水瓶、微電腦電熱水瓶、快煮壺
- 其他電器

除濕機、空氣清靜機、電火鍋、電烤箱、電烤肉爐、洗碗機、烘碗機、煮咖啡機
- 不銹鋼保溫製品

真空不銹鋼保溫杯、真空不銹鋼保溫瓶、真空不銹鋼保冷瓶、真空不銹鋼悶燒罐、真空不銹鋼保溫壺、保溫便當
- 其他

濾水壺

## 註腳
1. ↑  （日語）2010年9月5日播放的TBS電視節目 （页面存档备份，存于）
2. ↑  . 自由時報電子報. 2020-01-21  [2023-05-01]. （原始内容存档于2023-05-04）.

## 外部連結
- 象印日本（页面存档备份，存于）（日語）
- 象印台灣（页面存档备份，存于）（繁體中文）
- 象印香港（页面存档备份，存于）（繁體中文）
- 象印中国（页面存档备份，存于）（简体中文）
- 象印美国（页面存档备份，存于）（英文）
- Zojirushi 象印的Facebook專頁
- Zojirushi 象印香港的Facebook專頁